# Liurac (Dordonya)
Lieurac de Loira (en francès Liorac-sur-Louyre) és un municipi francès situat al departament de la Dordonya i a la regió de la Nova Aquitània.

## Demografia
| 1962                                       | 1968 | 1975 | 1982 | 1990 | 1999 | 2007 |
| ------------------------------------------ | ---- | ---- | ---- | ---- | ---- | ---- |
| 273                                        | 231  | 217  | 212  | 270  | 247  | 222  |
| Des de 1962: població sense dobles comptes |      |      |      |      |      |      |

## Administració
| Període   | Identitat           | Partit |
| --------- | ------------------- | ------ |
| 2001-2008 | Alain Gipoulou      |        |
| 2008-     | Jean-Claude Monteil |        |